# Szpital żydowski M. Lazarusa we Lwowie
Szpital żydowski M. Lazarusa we Lwowie (zwany dawniej także Szpitalem Izraelskim) – szpital znajdujący się we Lwowie przy ul. Jakuba Rappaporta 8.

## Historia
Od końca XVIII wieku we Lwowie działał szpital dla ludności żydowskiej ufundowany przez Izaaka Waringera. Mieścił się w starym budynku przy ul. Szpitalnej.
W 1898 roku Maurycy Lazarus zobowiązał się wybudować nowy szpital na 100 łózek. warunkiem było nadanie mu nazwy „Szpital lwowskiej gminy wyznaniowej izraelickiej fundacji Maurycego Lazarusa” oraz odstąpienie przez zbór izraelski bezpłatnie działki pod jego budowę. Pierwszym dyrektorem szpitala został mianowany Henryk Mebrer, prymariuszami na wydziale wewnętrznym dr Wilhelm Pisek i Dawid Ehrlich, a na chirurgicznym dr Salomon Ruff.

## Budynek
Budynek wzniesiono w latach 1898–1903. Inauguracja pracy szpitala odbyła się w czerwcu 1903 roku. Autorem projektu szpitala był znany lwowski architekt i teoretyk architektury Kazimierz Mokłowski, współpracujący z biurem architektoniczno-budowlanym Jana Lewińskiego, które realizowało projekt. Zaprojektowany został w stylu neomauretańskim, jest bogato zdobiony symbolami wschodnimi i żydowskimi. Do mauretańskich elementów należą niewielkie ażurowe attyki, obramienia okien i drzwi, poziome pasy z żółtej i czerwone cegły a przede wszystkich hełm wieży pokryty trójkolorową dachówką. Swoimi architekturą i wystrojem szpital przypomina Wielką Synagogę w Budapeszcie największą w Europie. Płaski dach przystosowany był do leżakowania. W budynku zainstalowano centralne ogrzewanie i oświetlenie gazowe. Sale operacyjne zostały wyposażone w najnowsze przyrządy chirurgiczne. Kuchnia i pralnia zostały umieszczone w osobnych budynkach w podwórzu.